# Mighty Baby
Mighty Baby war eine psychedelische Rockband, die 1968 aus der Mod-Band The Action hervorging und bis 1971 bestand.

## Bandgeschichte
Nach einigen Besetzungswechseln hatte sich The Action musikalisch weiterentwickelt. Hatten sie ursprünglich als R&B- und Soul-Gruppe begonnen, so orientierten sie sich 1967 in Richtung Psychedelic Rock mit Folk- und Blues-Einflüssen. Zur Gruppe gehörten zu dieser Zeit Alan „Bam“ King (Gesang, Gitarre), Martin Stone (Gitarre), Ian Whiteman (Piano), Mike „Ace“ Evans (Bass) und Roger Powell (Schlagzeug). Als sie zu Head Records wechselten, nannten sie sich „Mighty Baby“.
Obwohl sie als Liveband Erfolge feierten, verkaufte sich ihr Album Mighty Baby (1969) nur schleppend. 1970 traten Mighty Baby beim Isle of Wight Festival auf. Im gleichen Jahr löste sich Head Records auf, und die Gruppe wechselte zu Blue Horizon, wo ihr Album A Jug of Love (1971) erschien. 
1971 hatten Mighty Baby einen Auftritt beim Glastonbury Festival. Wenig später löste sich die Gruppe auf. Vereinzelt traten Gruppenmitglieder auch danach noch zusammen auf. Später kamen mehrfach bis dahin unveröffentlichte Aufnahmen der Band auf den Markt.

## Diskografie
- 1969: Mighty Baby (Head Records)
- 1971: A Jug of Love (Blue Horizon)
- 1972: Glastonbury Fayre – The Electric Score (Revelation) – Aufnahmen vom Glastonbury Festival 1971, Mighty Baby ist mit einem Stück vertreten: A Blanket In My Muesli
- 1985: Action Speak Louder Than ... (aufgenommen 1968)
- 2009: Live In The Attic (Rolled Gold Productions)
- 2010: Tasting The Life – Live 1971 (Sunbeam Records)